# 2020年11月30日月食
2020年11月30日月食为一次在协调世界时2020年11月30日出現的半影月食。該次月食半影食分為0.855、全影食分為-0.257。

## 概述
這次月食的食分是4.48。

## 基本參數
- 類型：半影部分月食
- 食甚資料：
  - 日期：2020年11月30日
  - 時間：9:42
  - 月球位置：赤經4.48度、赤緯20.7度
  - 食分：半影食分：0.855、全影食分：-0.257

## 外部連結
- NASA月食專頁（页面存档备份，存于）（英文）